# Gàmeta
Un gàmeta (del grec γαμετή, 'casar') és una cèl·lula haploide produïda pels òrgans germinals dels mascles o les femelles que es fusiona amb una altra durant la fecundació en organismes que es reprodueixen sexualment. En espècies que produeixen dos tipus morfològicament diferents de gàmetes, i en les quals cada individu en produeix només un tipus, una femella és qualsevol individu que produeix el tipus més gran de gàmeta –anomenat òvul– i un mascle el que produeix el tipus més petit –l'espermatozou. Es tracta d'un exemple d'anisogàmia o heterogàmia, és a dir, la condició segons la qual les femelles i els mascles produeixen gàmetes de diferents mides, com en el cas dels humans (l'òvul humà és 100.000 vegades més gran en volum que una única cèl·lula espermatozou humana). Pel contrari, la isogàmia és el cas que els gàmetes dels dos sexes són de la mateixa mida i forma. El terme gàmeta va ser introduït pel biòleg austríac Gregor Mendel. Els gàmetes porten la meitat de la informació genètica d'un individu, una ploidïa de cada tipus, i són creats per mitjà de la meiosi a partir de la divisió dels gametòcits en un procés anomenat gametogènesi.
L'ovogènesi és el procés de formació de gàmetes femenins en els animals. Aquest procés inclou la meiosi (amb recombinació meiòtica) que té lloc en l'oòcit diploide primari per produir l'òvul haploide (gàmeta). L'espermatogènesi és el procés de formació de gàmetes masculins, el qual també inclou meiosi amb recombinació i que té lloc en l'espermatòcit diploide primari per produir l'espermatozou haploide (gàmeta).

## Dissimilitud
En contrast amb un gàmeta, les cèl·lules somàtiques d'un individu contenen una copia del cromosoma de l'esperma i una còpia del de l'òvul; és a dir, les cèl·lules de la descendència tenen gens que expressen les característiques tant del pare com de la mare. En canvi, els cromosomes d'un gàmeta no són duplicats exactes de cap dels conjunts cromosòmics que es troben als cromosomes diploides, i sovint pateixen mutacions aleatòries que resulten en un ADN modificat (i, en conseqüència, noves proteïnes i fenotips).

## Plantes
Les plantes que es reprodueixen sexualment també tenen gàmetes. Tanmateix, com que les plantes tenen una alternança de generacions diploides i haploides, existeixen algunes diferències. En les plantes amb flor, les flors utilitzen la meiosi per produir una generació haploide que produeix gàmetes per mitjà de la mitosi. L'haploide femella s'anomena primordi seminal o òvul i es produeix a l'ovari de la flor. Quan és madur, l'òvul haploide produeix un gàmeta femella que està llest per ser fertilitzat. L'haploide mascle és el pol·len, produït pels estams; quan el pol·len cau a un estigma madur d'una flor fa créixer un tub pol·línic cap a dins de la flor, i llavors el pol·len haploide produeix espermatozous mitjançant la mitosi i els allibera per a la fertilització.